# City of Orange
City of Orange är en kommun i Australien. Den ligger i delstaten New South Wales, i den sydöstra delen av landet, omkring 200 kilometer väster om delstatshuvudstaden Sydney. Antalet invånare var 40 344 vid folkräkningen 2016.
Kommunen grundades 1860 som Municipality of Orange. Den utropades till stad och blev formellt City of Orange den 19 juli 1946.
City of Orange omfattar förutom Orange även samhällena Canobolas och Lucknow.